# Tinocallis
Genre
Synonymes
- Archicallis (Aizenberg, 1954)
- Lutaphis (Shinji, 1924)
- Melanocallis (Oestlund, 1922)
- Neotherioaphis (Behura & Dash, 1975)
- Sappocallis (Matsumura, 1919)
- Sarucallis (Shinji, 1922)
- Tuberocallis (Nevsky, 1929)

Tinocallis est un genre d'insectes de l'ordre des hémiptères, de la super-famille des Aphidoidea (pucerons), de la famille des Aphididae, de la sous-famille des Calaphidinae, de la tribu des Panaphidini et de la sous-tribu des Panaphidina.
Le taxon compte 4 sous-genres : T. (Eotinocallis), T. (Orientinocallis), T. (Sappocallis) et T. (Tinocallis).